# 小林晋哉
小林 晋哉（こばやし しんや、1952年10月28日 - ）は、兵庫県宍粟郡山崎町出身の元プロ野球選手（外野手）。

## 経歴
育英高等学校から京都産業大学へ進学。1年春の京滋大学リーグでいきなり首位打者になる。京滋大学リーグで通算58試合出場、206打数79安打、打率.383、6本塁打、55打点。首位打者2回、最優秀選手2回受賞。1973年の春季リーグで優勝、代表決定戦を勝ち抜き、入れ替え戦で関学大を破りチームは旧関西六大学リーグに初昇格する。しかし1974年春季リーグ後の入れ替え戦で立命大に敗れ、チームは降格。関西六大学リーグでは2季で通算21試合出場、68打数24安打、打率.353、5本塁打、11打点、ベストナイン2回受賞。京滋、関西の2リーグで大学通算103安打を記録した。
1975年に神戸製鋼に入社。1976年には三菱重工神戸の補強選手として都市対抗に出場、チームの準決勝進出に貢献する。同年の第24回アマチュア野球世界選手権日本代表となり、社会人ベストナインにも選出された。翌1977年は神戸製鋼の四番打者として都市対抗に連続出場。決勝で熊谷組と対戦、試合を決める先制本塁打を放ちチームに初優勝をもたらす。
1978年のドラフト4位で阪急ブレーブスに入団。1980年ウエスタン・リーグで首位打者になり、ウイリアムスの退団もあって、1981年には左翼手のレギュラーとなる。同年は生涯唯一の規定打席（22位、打率.282）にも達する。1984年までは定位置を手中にしていたが、熊野輝光の台頭により出場機会が減少。その後は控え外野手、代打、守備固めとして起用された。1987年シーズン限りで現役引退。
現役引退後も、1988年から2010年まで、阪急および後継球団（オリックス・ブルーウェーブ→オリックス・バファローズ）に在籍。阪急時代には球団職員、ブルーウェーブ時代には打撃コーチ・守備走塁コーチ・スカウト・編成部副部長・スカウトグループ部長、バファローズ時代には球団本部長補佐（球団本部育成部長）や一軍チーフコーチ（2010年）を務めた。
2011年に、韓国プロ野球・SKワイバーンズの春季キャンプへ臨時インストラクターとして招聘。そのままSKの打撃コーチに抜擢されたが、シーズン中の8月18日に監督の金星根が解任されたことを機に、コーチを辞任した。
2012年には、韓国・高陽ワンダーズの春季キャンプで臨時コーチを務めた後に、3月10日から横浜DeNAベイスターズのスカウトへ就任。2015年と2016年には、韓国のハンファ・イーグルスで、春季キャンプの臨時インストラクターとして外野守備を指導している。
その後、横浜ベイスターズでスカウトをしていたが、2019年のレギュラーシーズン終了をもって、ベイスターズとのスカウト契約終了。担当した選手には山本祐大。

## 家族
妻は、日本スケート連盟のフィギュアスケート強化部長で、バンクーバーオリンピックのフィギュアスケート日本代表コーチだった小林芳子。晋哉とは、知人の紹介で知り合った後に、同じ兵庫県出身という縁で1981年に結婚した。晋哉によれば、「交際当時の自分は（阪急の）二軍暮らしで、（高校時代までフィギュアスケーターだった）芳子もスケート連盟の事務職に就いていたので、（現役プロ野球選手とフィギュアスケーター経験者の）交際と言っても地味なものだった」という。

## 詳細情報

### 年度別打撃成績
| 年 度      | 球 団      | 試 合 | 打 席 | 打 数 | 得 点 | 安 打 | 二 塁 打 | 三 塁 打 | 本 塁 打 | 塁 打 | 打 点 | 盗 塁 | 盗 塁 死 | 犠 打 | 犠 飛 | 四 球 | 敬 遠 | 死 球 | 三 振 | 併 殺 打 | 打 率 | 出 塁 率 | 長 打 率 | O P S |
| ---------- | ---------- | ----- | ----- | ----- | ----- | ----- | -------- | -------- | -------- | ----- | ----- | ----- | -------- | ----- | ----- | ----- | ----- | ----- | ----- | -------- | ----- | -------- | -------- | ----- |
| 1978       | 阪急       | 19    | 8     | 8     | 1     | 2     | 0        | 0        | 0        | 2     | 0     | 2     | 0        | 0     | 0     | 0     | 0     | 0     | 0     | 0        | .250  | .250     | .250     | .500  |
| 1979       | 阪急       | 11    | 5     | 4     | 0     | 1     | 0        | 0        | 0        | 1     | 0     | 0     | 0        | 0     | 0     | 1     | 0     | 0     | 2     | 0        | .250  | .400     | .250     | .650  |
| 1980       | 阪急       | 26    | 80    | 72    | 8     | 18    | 3        | 0        | 4        | 33    | 10    | 3     | 2        | 0     | 0     | 7     | 0     | 1     | 11    | 0        | .250  | .325     | .458     | .773  |
| 1981       | 阪急       | 121   | 412   | 380   | 46    | 107   | 23       | 2        | 3        | 143   | 37    | 6     | 5        | 2     | 3     | 27    | 1     | 0     | 22    | 7        | .282  | .327     | .376     | .703  |
| 1982       | 阪急       | 110   | 355   | 320   | 42    | 84    | 18       | 4        | 9        | 137   | 38    | 7     | 7        | 1     | 2     | 31    | 0     | 1     | 19    | 9        | .263  | .328     | .428     | .756  |
| 1983       | 阪急       | 78    | 185   | 157   | 19    | 32    | 5        | 1        | 4        | 51    | 12    | 5     | 1        | 2     | 0     | 23    | 0     | 1     | 12    | 4        | .204  | .309     | .325     | .634  |
| 1984       | 阪急       | 116   | 387   | 343   | 41    | 95    | 13       | 0        | 13       | 147   | 47    | 9     | 2        | 4     | 3     | 33    | 3     | 0     | 31    | 5        | .277  | .338     | .429     | .766  |
| 1985       | 阪急       | 87    | 187   | 165   | 29    | 42    | 9        | 0        | 6        | 69    | 26    | 4     | 4        | 0     | 1     | 19    | 0     | 0     | 34    | 4        | .255  | .330     | .418     | .748  |
| 1986       | 阪急       | 85    | 166   | 142   | 14    | 31    | 4        | 0        | 6        | 53    | 21    | 2     | 2        | 2     | 0     | 22    | 1     | 0     | 19    | 5        | .218  | .323     | .373     | .696  |
| 1987       | 阪急       | 57    | 83    | 72    | 12    | 15    | 0        | 0        | 2        | 21    | 5     | 3     | 1        | 3     | 0     | 8     | 1     | 0     | 11    | 1        | .208  | .288     | .292     | .579  |
| 通算：10年 | 通算：10年 | 710   | 1868  | 1663  | 212   | 427   | 75       | 7        | 47       | 657   | 196   | 41    | 24       | 14    | 9     | 171   | 6     | 3     | 161   | 35       | .257  | .326     | .395     | .721  |

### 記録
- 初出場：1978年4月4日、対近鉄バファローズ前期1回戦（阪急西宮球場）、9回裏に河村健一郎の代走として出場
- 初先発出場：1978年4月9日、対日本ハムファイターズ3回戦（後楽園球場）、6番・右翼手として先発出場
- 初安打：1978年5月25日、 対日本ハムファイターズ前期9回戦（阪急西宮球場）、8回裏にボビー・マルカーノの代打として出場、岡部憲章から
- 初盗塁：1978年6月18日、対ロッテオリオンズ前期10回戦（川崎球場）、7回表に二盗（投手：広木政人、捕手：袴田英利）
- 初本塁打・初打点：1980年9月3日、対西武ライオンズ21回戦（阪急西宮球場）、2回裏に東尾修からソロ

### 背番号
- 26 （1978年 - 1987年）
- 76 （1992年 - 1999年）
- 72 （2010年）
- 81 （2011年）